# Hermann Fränkel
Hermann Ferdinand Fränkel (Berlim, 7 de maio de 1888 – Santa Cruz, 8 de abril de 1977) foi um professor universitário de filologia, especializado no período clássico, da Universidade de Stanford no período de 1935 a 1953.

## Biografia
Oriundo de família acadêmica, seu pai Max Fränkel foi professor titular na Universidade de Berlim, Fränkel fez os estudos clássicos na sua cidade natal, na Universidade de Bonn e na Universidade de Göttingen. Em Berlin foi aluno de Ulrich von Wilamowitz-Moellendorff e Friedrich Leo. Por certo período, precisou interromper seus estudos por ter contraído tuberculose, doença que foi posteriormente tratada. Em 1915 obtém seu doutorado e, mais tarde, passou a lecionar, como professor extraordinário, na Universidade de Göttingen. Isso ocorreu até sua cátedra ser negada, após o Machtergreifung. Casou-se com Lilli Fraenkel, irmã do também filólogo Eduard Fraenkel. Com o aumento da discriminação racial pelos nazistas, emigrou para os Estados Unidos da América em 1935.
Após sua mudança, foi-lhe oferecida uma cadeira na Universidade de Stanford. Nesse momento o programa de língua e literatura clássica em Stanford (em inglês: classical studies) era incipiente e sequer contava com um sistema de pós-graduação. Mesmo assim, Fränkel manteve-se como professor na instituição e incentivou inúmeros estudantes a apreender o grego e o latim, assim como os clássicos da literatura antiga.
Também ocupou cátedras como professor-visitante nas universidades Berkeley (1942-1943) e Cornell (1955). Foi membro correspondente da Academia de Ciências de Göttingen e da British Academy.
Fränkel fez importantes contribuições para a interpretação da antiga poesia e filosofia.

## Principais obras
- Die homerischen Gleichnisse, Göttingen: Vandenhoeck & Ruprecht, 1921.
- Parmenidesstudien, Berlin: Weidmannsche Buchhandlung, 1930.
- Ovid: A Poet Between Two Worlds, Berkeley: University of California Press, 1945.
- Dichtung und Philosophie des frühen Griechentums, New York: American Philological Association, 1951.
- Wege und Formen frühgriechischen Denkens, München: Beck, 1955.
- Wege der Wissenschaft zur Wirklichkeit, Freiburg: H.F. Schulz, 1957.
- Einleitung zur kritischen Ausgabe der Argonautika des Apollonios, Göttingen: Vandenhoeck & Ruprecht, 1964.
- Noten zur Argonautika des Apollonios, München: Beck, 1968.
- Grammatik und Sprachwirklichkeit, München: Beck, 1974.